# Bosc-Hyons
Bosc-Hyons är en kommun i departementet Seine-Maritime i regionen Normandie i norra Frankrike. Kommunen ligger i kantonen Gournay-en-Bray som tillhör arrondissementet Dieppe. År 2022 hade Bosc-Hyons 420 invånare.

## Befolkningsutveckling
Antalet invånare i kommunen Bosc-Hyons
| Referens: INSEE |